# Танчик Володимир Романович
Володимир Романович Танчик (нар. 17 жовтня 1991, Черкаси, Україна) — український футболіст, півзахисник «Дніпра-1».

## Біографія
Вихованець «Княжої» (Щасливе) (також у ДЮФЛУ провів 4 гри за «Арсенал» Київ). На професійному рівні дебютував у сезоні 2008/09, виступаючи за команду «Княжа» в першій лізі та «Княжа-2» у другій.
Із 2009 до 2011 року — гравець ФК «Львів».
Влітку 2011 року перейшов у «Севастополь», де провів три сезони, після чого клуб було розформовано, а Володимир покинув команду на правах вільного агента.
У вересні 2014 року підписав однорічний контракт з польським клубом «Рух» (Хожув). У його складі взяв участь лише в трьох матчах чемпіонату і одній кубковій грі. В кінці грудня по закінченню дії угоди півзахисник покинув «Рух».
27 січня 2015 року підписав контракт з іншим клубом польського елітного дивізіону — «Гурником» (Ленчна), де виступав до кінця сезону.
У липні 2015 року підписав контракт з донецьким «Олімпіком». За нову команду дебютував 25 липня у матчі чемпіонату проти київського «Динамо» (0:2), в якому відразу отримав червону картку.
27 січня 2017 року уклав контракт з угорською командою «Дьірмот» терміном на півроку.
28 січня 2019 року ЗМІ повідомили, що півзахисник стане гравцем одеського «Чорноморця».
18 лютого 2020 року перейшов до львівських «Карпат», проте покинув клуб після його зняття з чемпіонату Прем'єр-ліги.
30 вересня 2020 року став гравцем харківського «Металу», який у червні наступного року було перейменовано на «Металіст».
Наприкінці липня 2022 року став гравцем «Дніпра-1», перейшовши до стану дніпрян з «Металіста» разом з тренерами Олександром Кучером та Юрієм Ушмаєвим, віцепрезидентом харківського клубу Євгеном Красніковим і ще чотирма футболістами — Владиславом Рибаком, Сергієм Горбуновим, Едуардом Сарапієм та Русланом Бабенком.

### Збірна
У 2007—2008 роках виступав за юнацьку збірну України U-17 та U-18 (5 матчів, 1 гол).

## Досягнення
«Севастополь»:
 Переможець першої ліги: 2012/13
«Дніпро-1»:
 Срібний призер чемпіонату України: 2022/23